# 大学入試問題ネット投稿事件
大学入試問題ネット投稿事件（だいがくにゅうしもんだいネットとうこうじけん）とは、2011年に大学の入学試験の問題の一部が試験実施の最中にインターネット上の掲示板「Yahoo!知恵袋」に投稿され、第三者がそれに回答していることが発覚した事件。

## 概要
投稿者は "aicezuki" というハンドルネームで、2011年2月26日までに実施された京都大学の二次試験の数学（文系）と英語の問題の一部が試験時間中に投稿されたことが、京都大学新聞記者のインターネット検索によって判明。これを皮切りに同志社大学（文学部・経済学部）・立教大学（文学部）・早稲田大学（文化構想学部）でも同じ投稿者が試験時間中に問題を投稿していたこと、後には予備校の模擬試験の問題が試験時間中に投稿されていたことも新たに分かった。
携帯電話を利用したカンニング事件としては、日本国外では2004年に韓国の大学入試問題の集団カンニング事件が、日本国内では2002年に一橋大学で学期末試験問題の集団カンニング事件がそれぞれ発覚した例があるが、日本国内の大学入試において携帯電話を利用したカンニングの発覚は初めてだったため、大きな注目を集めた。
2月27日に京都大学が会見を行い、「厳正かつ公正であるべき、わが国の入試制度の根幹を揺るがす重大事件」とコメントして被害届を提出する方針を明らかにし、ほかの大学もそれに続いた。これを受け、京都府警察は偽計業務妨害容疑で捜査を開始した。

## 事件の全容

### 投稿者
ハンドルネーム "aicezuki" の投稿者からは2010年12月以降質問が24件あり、これに対し他者の質問の回答が2件掲載されている。プロフィール欄は空白であった。投稿者は逮捕後に、"aicezuki" には「特別な意味はなく、何となくつけただけ」と供述している。なお、実際にはこのハンドルネーム以外にも、2010年の6月から11月にかけて、"a0tja0jt" の名で質問を180件投稿していたこともあった。これに関して産経新聞は、"aicezuki" が予行練習用に作ったアカウントとしている。

#### 各大学入試問題のネット投稿
| 日付    | 大学       | 科目 | 試験時間      | 投稿 | 投稿時間 | 最初の回答時間 | 回答までの時間            |
| ------- | ---------- | ---- | ------------- | ---- | -------- | -------------- | ------------------------- |
| 2月8日  | 同志社大学 | 英語 | 10:00 - 11:40 | 1    | 10:05    | 10:17          | 12分                      |
| 2月11日 | 立教大学   | 英語 | 10:30 - 11:45 | 1    | 10:42    | 10:52          | 10分                      |
| 2月11日 | 立教大学   | 英語 | 10:30 - 11:45 | 2    | 10:57    | 11:02          | 5分                       |
| 2月12日 | 早稲田大学 | 英語 | 10:00 - 11:30 | 1    | 11:08    | 11:12          | 4分                       |
| 2月25日 | 京都大学   | 数学 | 13:30 - 15:30 | 1    | 13:37    | 14:09          | 32分                      |
| 2月25日 | 京都大学   | 数学 | 13:30 - 15:30 | 2    | 13:43    | 13:46          | 3分                       |
| 2月25日 | 京都大学   | 数学 | 13:30 - 15:30 | 3    | 13:50    | 14:55          | 65分                      |
| 2月25日 | 京都大学   | 数学 | 13:30 - 15:30 | 4    | 13:55    | 14:11          | 16分                      |
| 2月25日 | 京都大学   | 数学 | 13:30 - 15:30 | 5    | 14:00    | 14:26          | 26分                      |
| 2月25日 | 京都大学   | 数学 | 13:30 - 15:30 | 6    | 14:11    | 15:58          | 107分（試験終了後の回答） |
| 2月26日 | 京都大学   | 英語 | 9:30 - 11:30  | 1    | 9:37     | 9:43           | 6分                       |
| 2月26日 | 京都大学   | 英語 | 9:30 - 11:30  | 2    | 9:45     | 14:02          | 197分（試験終了後の回答） |

### 捜査
京都大学・早稲田大学・立教大学の3校が「公正な試験を妨害された」として偽計業務妨害で被害届を提出し、本格的な捜査が行われた。同志社大学は被害届を出さず学内での対応にとどめ、京都府警も同志社大学の入試については立件しない方針となった。のちに早稲田大学も被害届を取り下げた。
捜査の中で、Yahoo! JAPANに対して当該IDの投稿記録の提出を求めた結果、いずれの投稿もNTTドコモの同一端末から行われていたことが判明した。これを受けて京都府警はNTTドコモに対して令状を執行し、この端末の通信記録を差し押さえた。
NTTドコモから提供された通信記録をもとに捜査を行ったところ、携帯電話の契約者は山形県に住む女性であり、実際にその携帯電話を使用していたのは河合塾仙台校に通う仙台市在住の当時19歳の予備校生であることが分かった。京都府警は事情を聴くために仙台市に捜査員を派遣したが、その時点で予備校生は所在が分からなくなっていたことから捜索願が出され、逮捕して取り調べする方針となった。2011年3月3日にこの予備校生を仙台市内で保護し、同年3月9日に偽計業務妨害の疑いで予備校生が通っていた仙台市内の予備校の寮と山形県内の実家を家宅捜索した。 
捜査の結果、この予備校生による単独犯行であることが判明。センター試験の結果が、京大合格レベル相応の得点を下回ったことから、二次試験で一発大逆転を賭けた手法としてカンニングに手を染めたと供述した。京都地検は予備校生を偽計業務妨害非行事実で京都家裁へ送致したが、悪質性の低いカンニング行為と判断し「保護観察相当」の意見書をつけ2011年3月に山形家裁へ移送。付添人はカンニングで試験業務を妨害する意図はなかったとして偽計業務妨害の無罪を主張する方針であったが、予備校生本人は「迷惑をかけたのは間違いない」と申し出て非行事実を争わないことを表明。これを受け山形家裁は2011年7月7日、非行事実を認めたうえで謝罪文を提出するなど深く反省しているとして元予備校生を不処分とした。

### 手口

#### 当初の推測
試験時間中に会場で告知された問題の訂正も投稿に反映されていたことから、会場で知りえた情報が試験の最中に携帯電話を介して投稿されたこと自体は容易に判明したものの、退出が認められる試験開始後30分が経過する前にも投稿されていることなどから、試験中に問題の投稿をなし得る具体的な手法についてさまざまな憶測を呼んだ。
また、投稿されていた数学の問題には記号を含む数式など複雑な表記もあり、その場で打ち込むのは容易ではないと考えられたことから、試験会場で犯人がカメラ付き携帯電話で問題を撮影し外部に送信し、これを受け取った第三者が画像をもとにテキストを書き起こし、携帯電話から投稿したという複数犯説が有力視されていた。なお、カメラ付き携帯電話では撮影時にシャッター音が鳴ることが指摘されたが、他方でOCR機能付きのカメラ付き携帯ではOCR処理を前提とした撮影時にはシャッター音が鳴らないことも挙げられ、数式も含めて問題文をOCRで文字情報として取得し投稿する手法も指摘された。
一方でネット上に返された回答をどうやって答案用紙に反映させたのかについては
- メール文書読み上げソフトを使い、手に隠したイヤホンなどで聞き取る。
- 着信メールを表示する腕時計を使用する

とさまざまな方法が指摘されていた。なお、腕時計でメールを確認できるものは実在するが、投稿に利用された携帯電話が通信記録の解析の時点でNTTドコモであったことが判明しており、この時計の対象通信事業者がソフトバンクモバイルおよびディズニーモバイルのみであることから、この説は否定された。

#### 取り調べで判明した手法
単独犯であったこと、椅子に座ったまま携帯電話を股の間に挟んで、監督官から見えない状態で左手で問題を打ち込んで投稿したことが判明した。また、数学の記号等については、あらかじめ辞書登録をしておき、変換で呼び出して記入していた。なお、警察の再実験によれば、少年は非常に速いキータッチをしたという。

### 回答者
投稿された入試問題に回答を寄せた者はこの予備校生の関係者ではなく、善意の第三者であると考えられている。ネットに投稿された同志社大の英語問題に回答を寄せた男性は、読売新聞の取材に対して「たまたま目にとまった。試験問題だったなんて思いもしなかった」と話している。

## 試験結果
京都大学は予備校生が合格ラインに達していた場合、カンニングの事実が確認されれば失格（不合格）にすると発表したが、2011年3月10日の京都大学の合格発表において、京都大学側は「合格者の答案の中には、サイトに掲載された解答と酷似または類似したものはなかった」と述べ、予備校生が合格点に達していなかったことを示唆した。またホームページ上でも「個別学力試験の採点および合否判定作業は、投稿による影響を受けることなく、厳正に遂行され、本日合格者を発表するに至った」などとするコメントを、松本紘学長以下10学部長の連名で掲載した。投稿した問題が数学（文系）であったことから投稿者は文系の学部を受験したとみられるが、京都大学は予備校生が受験した学部を明らかにしていない。
早稲田大学、立教大学には合格していたが、いずれも、カンニングの事実が確認されたとして、合格が取り消された。同志社大学は、今回の事件については、合否に関係する特別な対応はとらないとしている。

## 日本政府・各大学・有識者の対応など
内閣総理大臣・菅直人は「このようなことが起きたことは大変残念」とコメントした。
文部科学大臣・高木義明は試験会場への携帯電話等の持ち込みを全面禁止することを検討し、内閣官房長官・枝野幸男は「情報通信技術の進歩に遅れることなく、しっかりした対応を取ってほしい」とコメントした。
事件発覚後の3月8日と12日に国公立大学の中後期試験が行われるにあたり、今回の事件の手口が判明せず集団カンニングの可能性も報じられたことから、大学側は携帯電話を利用するカンニングへの対策を講じることとなった。携帯電話の持ち込み自体を禁じたり、所持品をチェックしたり、大学側が携帯電話を預かるなどの案もあったが、手間やコストの面から現実的ではなかったため、受験担当官を増やすなどの対応のほか、受験生の携帯電話を机の上に置かせて監督者が一つずつ携帯電話の電源が切れているのを確認するなどの対応を取る大学も出た。あるいは、携帯電話の通信機能抑止装置の導入を検討する大学もあった。また、過去の大学受験において携帯電話カンニングが見過ごされたまま入学している可能性を危惧する声も出た。カンニング対策を含めて各大学には監督官庁である文部科学省の方針を求める声もあった。一方、文部科学省による一律的なカンニング対策や当事件で警察による刑事捜査は大学自治の観点から否定的な声もあがった。
ビジネス・ブレークスルー大学学長を務める大前研一は、面接時に倫理観を持っているかの確認は行うとしながらも、『この予備校生がビジネス・ブレークスルー大学を受験することを希望するならば、入試の受験を認める』ことを表明している。
東京都知事の石原慎太郎は都知事の定例会見でこの問題に触れ「入試にしろ、その合格したあとの大学、高校でもそうだけれど、カンニングというのは昔からあったんです。みんな、いろいろ苦労してカンニングしていたね。（中略）だから、持っているツールを使って、日本で初めて入学試験で携帯使ってカンニングやったというのは見上げたもんなんじゃないのかね。ある意味では、ここ（頭を指して）がいいんだよ。（やられた）学校の方がばかなんだよ」という認識を示した。
なお産経新聞では、予備校生が逮捕されるおよそ半日前（2日午後）に「都内2高校生が関与 1人は外で中継 京都府警ほぼ特定」という記事をネット上に配信、同日の夕刊でも1面トップで報じた。当日夜に別の新聞社が相次いで「仙台市内の予備校生と断定」と報道し、誤報であることが判明した。誤報が出された理由について詳しくは明らかになっていないが、「2日朝の段階で出た契約者が誰なのか取材を続けた結果、都内の高校生が関与しているという情報を得た」という。5日に産経新聞は謝罪広告を出している。

## その後のカンニング対策
翌年平成24年のセンター試験では、試験直前にいったん携帯電話・スマートフォンを卓上に置かせ、電源を切らせたうえで再度しまうよう監督者が指示を出し、カンニング対策に努めた。試験中の巡回を増やす、見回りを徹底させるなどの監視強化を実施するほか、東北大学や山梨県立大学では指定された封筒内に携帯電話を封入させた上でかばんにしまわせるといった対策を行った。
また、カンニングと疑われるような行為に対する罰則等も強くされ、青山学院大学では2012年の入学試験から、かばんの中から携帯電話の振動音がしただけで失格にするとされ、明治大学は募集要項中に、携帯電話が鳴った際はかばんごとまとめて会場外に出すと記した。
一方、この事件を契機に東京工業大学は、電源が入っている携帯電話がある位置を特定するシステムを開発した。今までにも似たシステムは開発されていたが、既存システムの欠点であった位置特定精度を誤差3メートルから誤差40センチメートルへと高めたとされる。2015年現在、コストパフォーマンスの問題から入学試験会場でこそ使われていないものの、首脳会談などの高度なセキュリティーを要求される場所でこのシステムが稼働している。
当事者となった京都大学では、腕時計型端末が普及した影響もあり、不正行為の巧妙化そして再発を恐れ、2016年度入試より筆記試験の際に個人所有の時計（腕時計、置時計、スマートウォッチ等）を使用することが全面禁止となった。しかし、同時に受験生側が解答上において不利を強いられることが懸念されるため、大学側が試験会場に壁かけ式の電波時計を設置することとした。また壁かけ時計の場合、座席位置などによって受験生側から時計が見えづらくなる可能性も配慮して試験官にも自主的に時計を見せる等で経過時間を報告するように促されている。受験の際に個人所有の時計の持ち込みが禁止になることは、全国の大学で初めての措置である。